# Risque financier
Pour des articles plus généraux, voir Risque et Gestion des risques.
Un risque financier est un risque de perdre de l'argent à la suite d'une opération financière (sur un actif financier) ou à une opération économique ayant une incidence financière (par exemple une vente à crédit ou en devises étrangères).

## Typologie

### Risque de marché
Le risque de marché est le risque de perte qui peut résulter des fluctuations des prix (« volatilité ») des instruments financiers qui composent un portefeuille. Il peut être évalué par un indicateur de risque.

### Risque de contrepartie
Le risque de contrepartie est le risque que la partie avec laquelle un contrat a été conclu ne tienne pas ses engagements (livraison, paiement, remboursement, etc.). Pour une banque, c'est le risque que ses clients soient dans l'incapacité de rembourser leurs emprunts, ou qu'une autre banque avec laquelle elle a des opérations en cours (correspondant bancaire) sur le marché interbancaire soit défaillante.

### Risque de taux
Le risque de taux est le risque des prêts-emprunts. C'est le risque que les taux de crédit évoluent défavorablement. Ainsi, un emprunteur à taux variable subit un risque de taux lorsque les taux augmentent car il doit payer plus cher. À l'inverse, un prêteur subit un risque lorsque les taux baissent car il perd des revenus. Pour une banque, c'est le risque que l'évolution des taux du marché conduise à un coût de rémunération des dépôts supérieur aux gains générés par les intérêts des prêts accordés.

### Risque de change
Le risque de change est le risque sur les variations des cours des monnaies entre elles. Risque sensiblement lié au facteur temps.

### Risque de liquidité
Le risque de liquidité est le risque sur la facilité à acheter ou à revendre un actif. Si un marché n'est pas liquide, vous risquez de ne pas trouver d'acheteur quand vous le voulez ou de ne pas trouver de vendeur quand vous en avez absolument besoin. C'est un risque lié à la nature du sous-jacent (de la marchandise) mais aussi à la crédibilité de l'acheteur-vendeur. En effet, il est facile d'acheter ou de vendre un produit courant à une contrepartie de confiance, mais plus difficile avec un produit très spécialisé. C'est la liquidité de ce produit. De plus, si l'acheteur/vendeur n'est pas crédible, le risque de contrepartie pour les éventuels fournisseurs/clients les dissuade de traiter. L'acheteur/vendeur est en risque d'approvisionnement : en risque de « liquidité ».
Pour une banque, c'est le risque de se trouver dans l'incapacité de faire face à un retrait massif des dépôts par les clients. Si ce risque est susceptible de s'étendre de proche en proche entre les banques (effet domino), notamment du fait, soit de l'assèchement des financements interbancaires, soit de contagions psychologiques entre déposants, on parle de risque systémique ;

### Risque météo
Le risque météo est le risque de perte potentielle de chiffre d’affaires ou de profit due aux variations de la météo. Il concerne les quatre grandes familles climatiques que sont la température, les précipitations, l’ensoleillement et le vent. Le risque météo ne concerne que les variations ordinaires de la météo. Il s’agit de l’impact potentiel sur la performance d’une entreprise, d’une anomalie météo, c’est-à-dire de la fluctuation autour de sa valeur moyenne. En météorologie, la moyenne (appelée aussi la normale) est en général calculée sur 30 ans.

### Risque pays
Le risque pays correspond à la probabilité qu'un pays n'assure pas le service de sa dette extérieure. D'autre part, si un pays connaît une crise très grave (guerre, révolution, faillites en cascade, etc.) alors même les entreprises « de confiance », malgré leur crédibilité, vont se retrouver en difficulté. C'est un risque de contrepartie lié à l'environnement de la contrepartie.

### Risque opérationnel
Le risque opérationnel est le risque de pertes directes ou indirectes dues à une inadéquation ou à une défaillance des procédures de l'établissement (analyse ou contrôle absent ou incomplet, procédure non sécurisée), de son personnel (erreur, malveillance et fraude), des systèmes internes (panne de l'informatique, etc.) ou à des risques externes (inondation, incendie, cyberattaque, etc.).

### Risque idiosyncratique
Le risque idiosyncratique est le risque lié à une position en particulier. Plus un portefeuille est concentré, moins il y a de positions, plus ces positions sont importantes et plus le risque idiosyncratique est élevé ;

### Risque de base
Le risque de base  est le risque lié à l'évolution d'un cours sous-jacent par rapport à celui de sa couverture (put, contrat futur…). Cette dernière n'étant pas toujours parfaitement adaptée, un écart entre les prix peut se créer, ce qu'on appelle la base.

## Gestion du risque financier
Pour un article plus général, voir Gestion du risque.
Après les phases de perception et d'identification des risques, dans laquelle le facteur humain et culturel joue un rôle essentiel, comme on vient de le voir, on doit aussi évaluer les risques en tenant compte des conséquences possibles. Dans cette phase d'évaluation, on prend maintenant en compte l'ensemble des paramètres de la vulnérabilité : causes (facteurs de risques ou périls), objets de risque (les organisations ou ressources à risque), et conséquences avec leurs gravités potentielles.
La criticité dépend de la probabilité pour qu'un facteur de risque survienne (présence dans une zone dangereuse, en contact avec le phénomène dangereux, ou soumis à l'événement dangereux). Ce dernier paramètre est lui-même fonction de plusieurs facteurs propres au système travail, soit l'individu (sa formation, son expérience, ses connaissances…), ses tâches (ou ses fonctions, son besoin d'accès dans la zone dangereuse), le milieu de travail (l'environnement) et la matière utilisée pour accomplir le travail (outils, matière première…). La connaissance de ces différents paramètres n'est pas facile, d'autant qu'il existe un troisième paramètre qui est la conséquence du risque, ou au contraire la possibilité d'évitement de l’événement dangereux. La plupart du temps le passé nous donne les informations sur la gravité et sur l'occurrence d'un facteur ; c'est pourquoi il est difficile d'opposer méthode a priori et a posteriori, car la première se nourrit inévitablement de la seconde.
Une première méthode consiste à adopter une approche statistique. De même que les mathématiciens ont voulu quantifier le hasard en inventant les probabilités, les économistes ont voulu quantifier l'incertitude économique en modélisant les risques.
Cette quantification qui garde toujours un côté plus ou moins estimatif, est réalisée à partir de séries statistiques historiques. La théorie financière tend à confondre le risque réel d'un actif financier et l'indicateur de risque qu'est la volatilité passée du prix de cet actif, bien que rien ne dise que les évolutions passées soient un bon indicateur du futur. La probabilités subjectives ou objectives, des algorithmes de calcul dont la célèbre méthode de Monte-Carlo ou des scénarios futurs de gains et pertes, peuvent également être mis en jeu.
C'est ainsi que, la théorie financière a fortement développé l'utilisation de mathématiques probabilistes pour estimer la valeur des actifs. En principe, plus le risque pesant sur un actif est fort, plus son prix sur le marché est bas et son rendement attendu élevé, si du moins le marché est efficient. Cette approche est surtout adoptée dans les milieux ou l'on peut disposer de statistiques et de modèles pour les exploiter. C'est en particulier le cas pour les milieux financiers. C'est pourquoi les experts en gestion des risques ont développé une méthode d'évaluation appelée « fréquence - gravité » qui consiste à calculer un poids du risque à partir de plusieurs critères. Les différents critères (généralement évalués de 1 à 4) varient selon experts et méthodes, mais on retrouve généralement la fréquence du risque quantifiant la probabilité que le risque devienne réalité, la gravité de la conséquence et la maîtrise par les personnes concernées des risques dans le domaine
Ces critères sont évalués, parfois de manière subjective. Ils sont ensuite multipliés, donnant un chiffre (donc de 1 à 64) permettant de classifier et attribuer une priorité de traitement du risque.
Selon la définition scientifique du risque (Pascal-Huygens-Bernoulli), l'approche subjective, par la méthode "fréquence-gravité" qui nous autorise à estimer d'une part, des « plausibilités » selon les termes de Georges Jousse ou des « vraisemblances » inspirés du tableau de  Marcel Boll (mathématicien français) proposé dans Les Certitudes du hasard PUF, 1958 et d'autre part, des conséquences, conduit à la valeur d'un aléa (c'est-à-dire d'un événement dangereux prédéterminé) et non à un risque (le risque possédant une notion plus globale ; voir "Définition scientifique du risque"). Aussi, pour estimer un risque (sans historique statistique) il faut prédéterminer plusieurs événements possibles de même nature, estimer leurs plausibilités (leur somme devant être égale à 1 - la somme des probabilités étant égale à 1) estimer leurs conséquences possibles puis estimer chaque aléa. La réelle valeur scientifique du risque sera alors la somme des aléas.
Des approches élémentaires via le calcul de la criticité, produit de la probabilité et de la gravité du risque, servent de base à de nombreuses méthodes et représentations, comme le diagramme de Farmer.

## Communication des entreprises en matière de risques
Pour les entreprises cotées soumises à des obligations de communication financière de plus en plus lourdes, les experts estiment avec les autorités boursières que cette communication est arrivée à "maturité".
Ce thème est systématiquement abordé dans les documents de référence, témoin d'une gestion globale des risques en interne (Enterprise Risk Management).
Si la trame varie en fonction du droit applicable à l'entreprise, les entreprises françaises cotées à Paris suivant la grille de l'Autorité des Marchés Financiers qui définit cinq rubriques :
1. Risques financiers ;
2. Risques juridiques ;
3. Risques industriels et risques environnementaux ;
4. Autres risques ;
5. Assurances et couvertures de risques.

Le degré d'information peut en tous les cas varier suivant la famille de risques considérée, le profil sectoriel de l'entreprise, le caractère typique de ses métiers, produits et services et de ses implantations géographiques.
Pour les entreprises non cotées, leur capacité financière sera déterminée souvent à la lumière de leur profil de risque dont la trame plus simplifiée est assez proche de celle des entreprises cotées.

## Actifs non financiers
Ce sont les actifs « non circulant » ou immobilisés de l'entreprise : bâtiments, véhicules, machines… auxquels s'ajoute le personnel employé dans le cadre de l'activité y compris les sous-traitants (voir la responsabilité des mandataires sociaux)
Les outils de gestion du risque sont : 
- la prévention (ce qui suppose l'évaluation préalable du risque ;
- la diversification des risques ;
- l'assurance,  qui ne couvre que le risque assurable ;
- et en matière financière, certains outils permettant de transférer le risque à des opérateurs disposés à le prendre, (soit dans une optique de spéculation, soit pour couvrir un risque inverse) ;
  - la couverture du risque (aussi appelée « hedging ») par l'utilisation de contrats dérivés ;
  - la titrisation, c’est-à-dire la transformation de l'élément risqué (par exemple une créance) en titre négociable. La titrisation permet de se débarrasser du risque en le transformant en « papier » et de le revendre.

## Évaluation du risque financier par les agences de notation
Les agences de notation financière servent à informer les marchés financiers sur le risque de contrepartie de certains titres de créances négociables ou de certains émetteurs, privés ou publics (y compris les États). Elles analysent ce risque avec plus de moyens que n'en ont la plupart des investisseurs et mettent leur opinion (équivalant à une probabilité de défaut) à la disposition de l'ensemble des acteurs du marché.